# Circle II Circle
Circle II Circle är ett amerikanskt hårdrocksband grundat år 2001 av sångaren Zachary Stevens efter att han lämnat Savatage där han varit sångare sedan 1993. En annan som var med och grundade Circle II Circle var managern Dan Campbell som länge varit en god vän till Zack. Bandets musik kombinerar allt från traditionell heavy metal till power metal, symfonisk metal och progressive metal. 

## Medlemmar

### Nuvarande
- Zachary Stevens – sång (2001–), keyboards
- Paul Michael "Mitch" Stewart – bas, keyboard (2003–)
- Christian Wentz – gitarr (2012–)
- Bill Hudson – gitarr (2008–2009, 2012–2013, 2015-)
- Marcelo Moreira – trummor (2015–)
- Henning Wanner – keyboard (2012–)

### Tidigare medlemmar
- Matt LaPorte – gitarr (2001–2003, avliden 2011)
- John Zahner – keyboard (2001–2003)
- Kevin Rothney – bas (2001–2003)
- Christopher Kinder – trummor (2001–2003)
- Tom McDyne – gitarr (2003–2004)
- Tom Drennan – trummor (2003–2009)
- Evan Christopher – trummor (2004–2008)
- Marc Pattison – gitarr (2014–2015)
- Oliver Palotai – keyboard (2006–2007)
- Johnny Osborn – trummor (2009–2011)
- Rollie Feldman – gitarr (2010–2011)
- Andy Lee – gitarr (2003–2010, 2011)
- Adam Sagan – trummor (2011–2013, avliden 2016)

## Diskografi

### Studioalbum
- Watching in Silence (2003)
- The Middle of Nowhere (2005)
- Burden of Truth (2006)
- Delusions of Grandeur (2008)
- Consequence of Power (2010)
- Seasons Will Fall (2013)
- Reign of Darkness (2015)

### Livealbum
- Live at Wacken - Official Bootleg 2012 (2014)

### EP
- All That Remains (2005)
- Revelations (2006)
- Every Last Thing (2008)
- So Many Reasons (2008)

### Split
- Flying Aces Special Event Tour 2005 (Tillsammans med Masterplan, Rob Rock, At Vance, Shaman och Pure Inc.)

### Samlingsalbum
- Full Circle - The Best Of (2012)